# Zoo York
Zoo Yorkはアメリカ合衆国のスケートボード、バイク、アパレルなどを作っているメーカーである。
1993年にロドニー・スミス、イライ・モーガン、アダム・シャツが東海岸のスケートブランドとして確立しようと立ち上げた企業。
彼らはもともとニューヨーク市マンハッタン区アッパー・ウェスト・サイドのリバーサイド・パークでグラフィティ集団として活動していたため、ニューヨークのグラフィティ、スケートボード、ヒップホップなどのカルチャーからインスパイアされ、Tシャツなどのデザインも特徴的なものになっている。

## 語源
Zoo Yorkという言葉は元々、グラフィティ・アーティストのALIが1970年代のニューヨーカーたちの態度や振る舞いが病んでいることを皮肉って作った用語である。野蛮なティーンエイジャーたちや、ゴミゴミしたアパート、オフィス、ストリート、地下鉄や車で生活する人々の様子は、動物園 (Zoo) という言葉がぴったりであると彼は感じたという。この動物園という比喩は、セントラルパーク動物園の地下付近を走るニューヨーク市地下鉄63丁目線（F系統が走行する）のトンネル内で夜中にグラフィティ・アーティストたちが集会を開いていたことから、ALIはこのトンネルをズーヨーク・トンネルと名付けたことから来ている。さらに彼は、ニューヨーク自体を上述の理由からズーヨークと呼ぶようになった。このトンネル内のグラフィティが施された壁はズーヨーク・ウォールと呼ばれた。